# Vojislav Šešelj
Vojislav Šešelj, cyr. Војислав Шешељ (ur. 11 października 1954 w Sarajewie) – serbski polityk, twórca i lider Serbskiej Partii Radykalnej.
Został oskarżony o zbrodnie przeciw ludzkości przez Międzynarodowy Trybunał Karny dla byłej Jugosławii i przebywał w areszcie w Hadze.

## Życiorys
Vojislav Šešelj urodził się w Sarajewie w Jugosławii i został ochrzczony w Popovo Polje koło Trebinja. Studiował prawo na Uniwersytecie w Sarajewie, tam też uzyskał stopień doktora w 1979 i wykładał do 1984 nauki polityczne. Był najmłodszym posiadaczem stopnia doktora w dotychczasowej historii Jugosławii.
W 1984 jego kariera naukowa została przerwana aresztowaniem i skazaniem na osiem lat pozbawienia wolności z powodu odnalezionego w jego szafce na uczelni niepublikowanego rękopisu zawierającego treści uznane za kontrrewolucyjne. Vojislav Šešelj twierdził, że w tekście tym nie tylko domagał się budowy systemu wielopartyjnego w Jugosławii, ale również postulował całkowitą reorganizację federacji: z jedną dominującą Republiką Serbską oraz znacznie okrojonymi Chorwacją, Słowenią i Macedonią (Czarnogóra i Bośnia zostały uznane za część Serbii). Skazany spędził 72 miesiące w więzieniu Zenica, gdzie, jak twierdził, miał być torturowany. Do jego przedterminowego zwolnienia doszło za sprawą popularności, jaką sprawa zyskała wśród obrońców praw człowieka.
Po odzyskaniu wolności rozpoczął współpracę z Vukiem Draškoviciem, wspólnie z nim organizując Serbski Ruch Odnowy. Po wyborach parlamentarnych w 1990 zrezygnował jednak z dalszej współpracy, uznając tę organizację za niedostatecznie radykalną. Sformował wówczas własny Serbski Ruch Czetnicki, następnie przekształcony w Serbską Partię Radykalną, nawiązujące do tradycji czetników. Skrajnie prawicowy radykalizm organizacji zaczął zyskiwać coraz wyższe poparcie społeczne.
Początkowo wspierany z wzajemnością przez Slobodana Miloševicia, w 1993 zaatakował go z prawicowych pozycji politycznych, co doprowadziło do zerwania współpracy między nimi. Socjalistyczna Partia Serbii oskarżyła go o zbrodnie wojenne. Dopiero w 1998 wrócił do czynnej polityki, obejmując stanowisko wicepremiera. W 2002 Slobodan Milošević wezwał do głosowania na niego w wyborach prezydenckich.
W 2003 rozpoczął się jego proces przed Trybunałem w Hadze. Przedstawiono mu osiem zarzutów zbrodni przeciwko ludzkości oraz sześć zarzutów zbrodni wojennych. W marcu 2016 został uniewinniony. W odpowiedzi na wyrok trybunału w Hadze ministerstwo spraw wewnętrznych Chorwacji zabroniło mu wjazdu na terytorium kraju. Po 11 latach pobytu w areszcie w Hadze, w listopadzie 2014 wrócił do Serbii, aby poddać się leczeniu raka. 31 marca 2016 został uniewinniony w werdykcie wydanym przez izbę rozstrzygającą III Międzynarodowego Trybunału Karnego dla byłej Jugosławii (ICTY) ze wszystkich dziewięciu zarzutów, z czego trzy dotyczyły przestępstw przeciwko ludzkości (prześladowanie, deportacja i nieludzki akt przymusowego przesiedlenia), a sześć – za zbrodnie wojenne (m.in. morderstwo, tortury i okrutne traktowanie, grabież własności publicznej lub prywatnej).